# La Hêtrière
La Hêtrière est un quartier du village de Memramcook, au Nouveau-Brunswick. Il est situé sur les Grandes Buttes. Il faisait autrefois partie du DSL de La Hêtrière-McGinley Corner.